# Klaas Boon
Klaas Boon (Den Helder, 18 april 1915 – Ruurlo, 18 november 2002) was een Nederlands altviolist. Hij was aanvoerder van de altviolen in het Concertgebouworkest in Amsterdam van 1946 tot 1980. Verder was hij hoofdvakdocent altviool aan het Amsterdams Conservatorium. 
Boon werd geboren in Den Helder als zoon van een pianoleraar en leerde viool, piano en klarinet spelen. De crisisjaren bracht hij door in het Badorkest Boekelo. Tijdens de Tweede Wereldoorlog, in 1941, kwam hij in het Concertgebouworkest terecht, aanvankelijk bij de tweede violen. In het Concertgebouworkest speelde hij soms ook saxofoonpartijen. Hij bespeelde een altviool van Max Möller. In 1950 richtte hij met Jan Damen, Jan Bresser en Tibor de Machula het Concertgebouwstrijkkwartet op. 